# Moodswinger

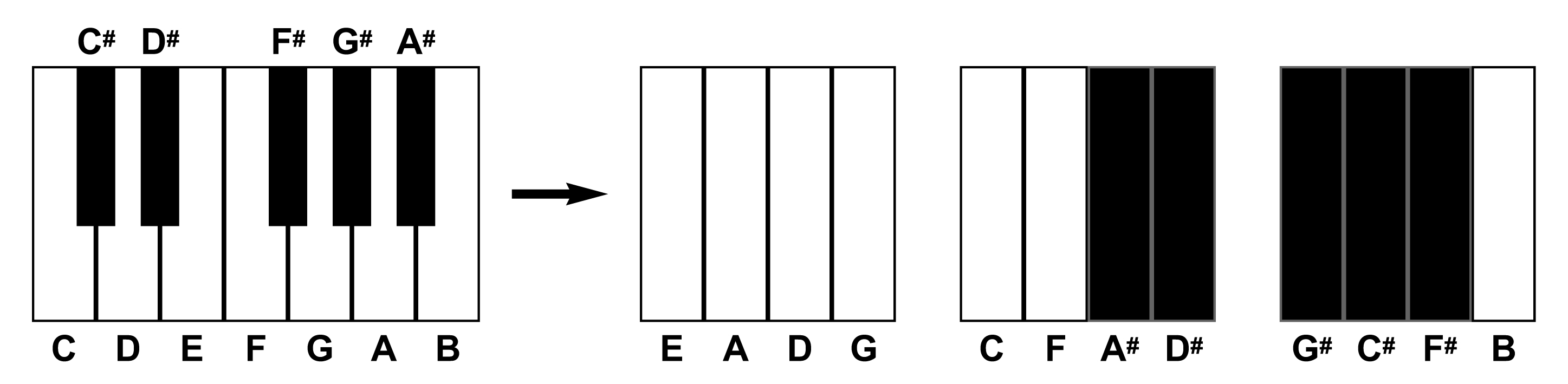
Il Moodswinger è accordato seguendo il circolo delle quinte

Il moodswinger è uno strumento elettrico a corde ideato e costruito da Yuri Landman per Aaron Hemphill dei Liars e Jessie Stein dei The Luyas.

## Temperamento del moodswinger
Lo strumento è costituito da dodici corde accordate secondo il circolo delle quinte discendenti:
Mi-La-Re-Sol-Do-Fa-La♯-Re♯-Sol♯-Do♯-Fa♯-Si

## Scala microtono del moodswinger
- Scala microtono:
  - Puntino grigio: ½
  - Puntino rosso: 1/3+2/3
  - Puntino arancione: 1/4+3/4
  - Puntino giallo: 1/5−4/5
  - Puntino verde: 1/6+5/6
  - Puntino blu: 1/7−6/7
  - Poco scala:
    - Riga grigia: 1/8
    - Riga rosso: 1/9
    - Riga arancione: 1/10
    - Riga gialla: 1/11
    - Riga verde: 1/12
    - Riga blu: 1/16

## Audio
- Liars - Leather Prowler (album Liars 2007, track 3). Lo strumento è in molti articoli confuso con un piano[1].
- Avec-A - Akkemay, 2008[2]
- Video-interview [collegamento interrotto] con Yuri Landman Nieuwe Revu con audio moonlander & moodswinger, 19-10-'07 (NL)